# Бар «Гадкий койот»
«Бар „Гадкий койот“» (англ. Coyote Ugly) — музыкальная комедийная драма, действие которой разыгрывается вокруг настоящего бара «Гадкий койот» в Нью-Йорке. Выпущен в августе 2000 года. Главные роли в фильме исполняют Пайпер Перабо и Адам Гарсия. Фильм был поставлен Дэвидом МакНэлли, сценарий написан Джиной Вендкос. Основой для фильма послужила автобиографическая статья Элизабет Гилберт «Муза салона „Гадкий койот“» («The Muse of the Coyote Ugly Saloon») для журнала GQ, опубликованная в 1997 году и повествующая о временах, когда она работала в первом танцевальном баре «Гадкий койот» в Ист-Виллидж.

## Сюжет
Вайолетт Сэнфорд (Пайпер Перабо), талантливая поэтесса-песенница, оставляет дом и отца Билла Сэнфорда (Джон Гудмен), чтобы реализовать свою мечту в Нью-Йорке. Пока она неудачно пробует добиться, чтобы её демонстрационную плёнку заметили студии, она встречает группу барменш в местной горячей точке с названием «Гадкий койот». Она нанята владелицей бара Лил (Мария Белло) и должна хорошо ориентироваться в пении, танцах, и выполнять «дикие действия» перед шумной толпой. Романтичный и увлечённый Кевин О’Доннелл (Адам Гарсия) пытается помочь ей преодолеть застенчивость. Как-то раз Вайолетт приходится отвлечь внимание посетителей бара и остановить разгорающуюся драку. Она запрыгивает на стойку и начинает петь. После этого события девушка преодолевает страх сцены и получает неожиданный новый шанс в музыкальном бизнесе.

## В ролях
| Актёр            | Роль                             |
| ---------------- | -------------------------------- |
| Пайпер Перабо    | Вайолет Сэнфорд                  |
| Адам Гарсия      | Кевин О’Доннелл                  |
| Джон Гудмен      | Билл Сэнфорд                     |
| Мария Белло      | Лил                              |
| Изабелла Мико    | Кэмми                            |
| Тайра Бэнкс      | Зои                              |
| Бриджит Мойнахан | Рэйчел (одна из «койотов»)       |
| Мелани Лински    | Глория (лучшая подруга Виолетты) |
| Джек Макги       | Эрл (подающий бейсбола)          |
| ЛиЭнн Раймс      | играет саму себя                 |
| Сьюзан Йигли     | торговка                         |
| Мэлоди Перкинс   | Новый «койот»                    |

## Официальный саундтрек
| №                   | Название                                | Recording artist(s)      | Длительность |
| ------------------- | --------------------------------------- | ------------------------ | ------------ |
| 1.                  | «Can't Fight the Moonlight»             | LeAnn Rimes              | 3:35         |
| 2.                  | «Please Remember»                       | LeAnn Rimes              | 4:34         |
| 3.                  | «The Right Kind Of Wrong»               | LeAnn Rimes              | 3:47         |
| 4.                  | «But I Do Love You»                     | LeAnn Rimes              | 3:21         |
| 5.                  | «All She Wants To Do Is Dance»          | Don Henley               | 4:30         |
| 6.                  | «Unbelievable (EMF song)»               | EMF                      | 3:30         |
| 7.                  | «The Power»                             | Snap!                    | 3:40         |
| 8.                  | «Need You Tonight»                      | INXS                     | 3:10         |
| 9.                  | «The Devil Went Down to Georgia»        | The Charlie Daniels Band | 3:36         |
| 10.                 | «Boom Boom Boom»                        | Rare Blend               | 3:22         |
| 11.                 | «Didn't We Love»                        | Tamara Walker            | 3:24         |
| 12.                 | «We Can Get There» (TP2K Hot Radio Mix) | Mary Griffin             | 3:59         |
| Общая длительность: | Общая длительность:                     | Общая длительность:      | 44:27        |

## Дополнительный саундтрек
| №  | Название                                   | Recording artist(s)      | Длительность |
| -- | ------------------------------------------ | ------------------------ | ------------ |
| 1. | «One Way or Another»                       | Blondie                  | 3:31         |
| 2. | «Rebel Yell»                               | Billy Idol               | 4:47         |
| 3. | «Rock This Town»                           | Stray Cats               | 2:39         |
| 4. | «Keep Your Hands to Yourself»              | The Georgia Satellites   | 3:22         |
| 5. | «Out Of My Head»                           | Fastball                 | 2:33         |
| 6. | «Battle Flag» (Lo-Fidelity Allstars Remix) | Pigeonhed                |              |
| 7. | «It Takes Two»                             | Rob Base and DJ E-Z Rock | 5:00         |
| 8. | «Love Machine»                             | The Miracles             | 2:59         |
| 9. | «We Can Get There» (Almighty Radio Edit)   | Mary Griffin             | 3:59         |

| №                   | Название                                              | Recording artist(s) | Длительность |
| ------------------- | ----------------------------------------------------- | ------------------- | ------------ |
| 10.                 | «Can't Fight the Moonlight» (Graham Stack Radio Edit) | LeAnn Rimes         | 3:30         |
| 11.                 | «But I Do Love You» (Almighty Radio Edit)             | LeAnn Rimes         | 4:02         |
| Общая длительность: | Общая длительность:                                   | Общая длительность: | 40:34        |

## Песни прозвучавшие в фильме, но не вошедшие в саундтреки
- «Fly» — Sugar Ray
- «I Will Survive» — Gloria Gaynor
- «That’s Me» — Tara MacLean
- «Wherever You Will Go» — The Calling
- «Pour Some Sugar On Me» — Def Leppard
- «Fly Away» — Lenny Kravitz
- «Beer 30» — Reverend Horton Heat
- «Follow Me» — Uncle Kracker
- «Cruisin' for a Bruisin'» — Nurse With Wound
- «Never Let You Go» — Third Eye Blind
- «Love Is Alive» — Anastacia
- «Cowboy» — Kid Rock
- «Tony Adams» — Joe Strummer & The Mescaleros
- «Cailin» — Unwritten Law
- «Can’t Help Falling In Love» — Elvis Presley
- «Like Water» — Chalk Farm
- «I Love Rock-n-Roll» — Joan Jett & the Blackhearts
- «Party Up» — DMX